# جروانة
جروانة قرية صغيرة تقع في شمال شرقي الموصل في العراق ، تتبع لـ قضاء الشيخان في محافظة نينوى. تبعد عن عين سفني مسيرة نصف ساعة.
تشتهر القرية بوجود قنطرة جروانة وهو مشروع ري كبير بناه الملك الآشوري سنحاريب عام 690 قبل الميلاد، وتقوم بقاياه اليوم عند قرية جروانة 40 كم شمال الموصل، و 3 كم جنوب شرق عين سفني وعمل من خلاله على إيصال الماء سيحا إلى عاصمته نينوى من جبال بافيان شمال العراق عبر قنوات أجراها من نهر الكومل أحد روافد نهر الزاب الأعلى وغذّى بها نهر الخوصر الذي يخترق نينوى، وما هذه القنطرة إلا لربط الأودية التي تعترض هذه القنوات وتؤمّن تدفق المياه باتجاه العاصمة الآشورية وقصورها وبساتينها طوال السنة رغم وقوع المدينة على نهر دجلة المنخفض المناسيب.

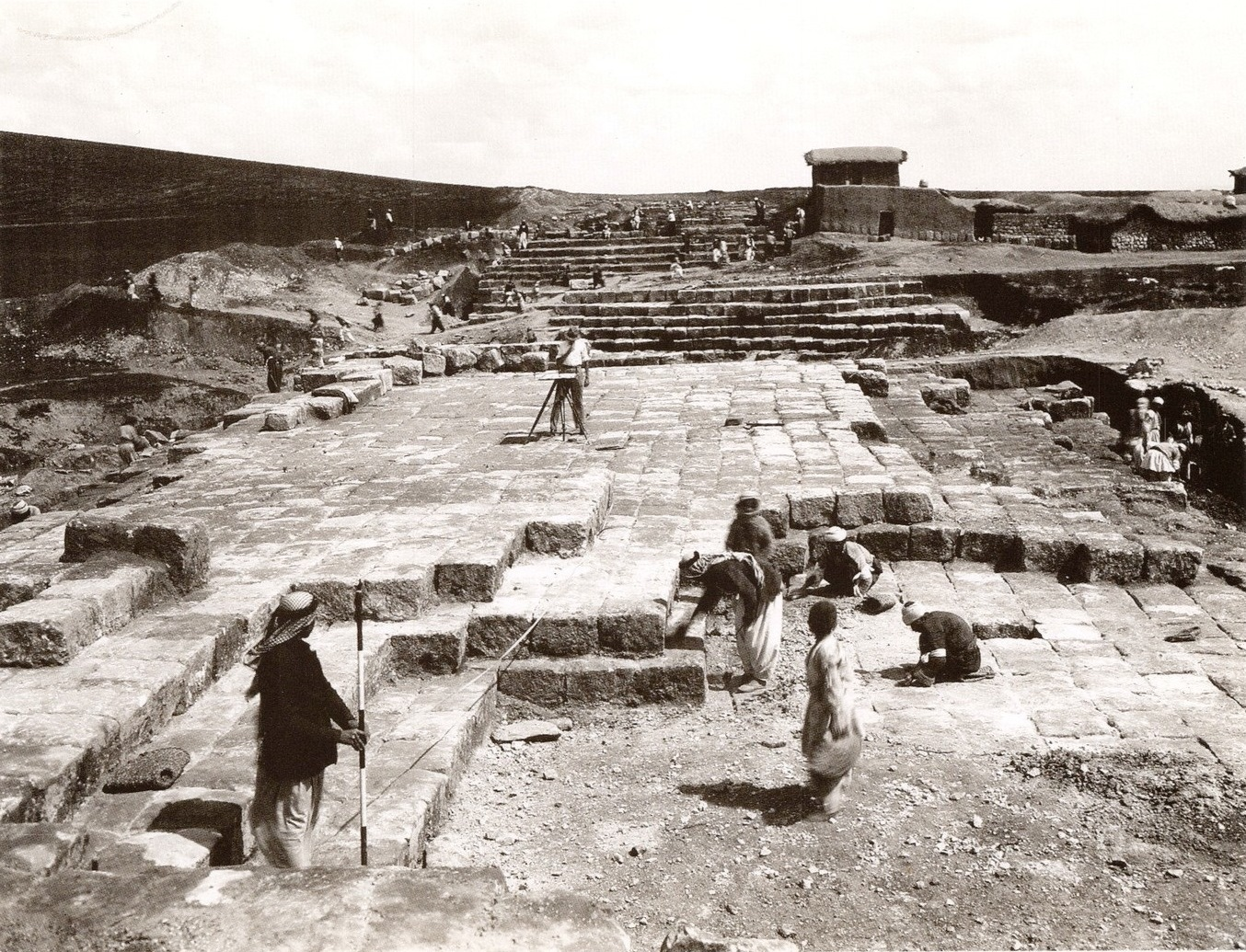
عمليات تنقيب في قناة جروانة عام 1933.

أول اكتشاف للمنطقة الأثرية كان من قبل القنصل الفرنسي في الموصل سنة 1850، ونجح الملك سنحاريب من خلال هذا المشروع بإيصال المياه إلى نينوى في كل المواسم عن طريق نهر الخوصر الذي يجري في موسم الصيهود (موسم الحر وجفاف نهري دجلة والفرات).
يبلغ طول عبارة جروانة المائية عند بنائها 280 متر وارتفاعها 9 أمتار وعرضها 20 متر، تتخلها 13 فتحة لتصريف المياه ويبلغ عدد الأحجار المستخدمة مليوني حجر ووزن الواحد منها يبلغ بين 250 إلى 500 كغم، وتقول المصادر التاريخية أن سنحاريب أقام بحيرة كبيرة للاستفادة من المياه الفائضة عن هذه القناة في السقي والزراعة .